# Криуха (Псковская область)
Криуха — деревня в России, в Пустошкинском районе Псковской области. Входит в состав Щукинской волости.
Деревня расположена в 25 км к северу от города Пустошка.

## Население
| 2002 | 2010 |
| ---- | ---- |
| 195  | ↘156 |

Численность населения деревни по оценке на начало 2001 года составляла 240 жителей.

## История
С 1995 до 2005 года деревня была административным центром ныне упразднённой Васильковской волости (раздёлённой впоследствии между Алольской и Щукинской волостями).